# Александр Гелиос
Алекса́ндр Ге́лиос (греч. ο Αλέξανδρος Ήλιος; 29 декабря 40 до н. э. — между 29 и 25 годами до н. э.) — сын Марка Антония и египетской царицы Клеопатры VII.
У Александра была сестра-близнец — Клеопатра Селена II. Вероятно, он родился в 40 году до н. э.. В 37 году Марк Антоний признал Александра своим законным сыном и женился на его матери. В 34 году, планируя войну с Арменией, Марк Антоний притворно предложил армянскому царю Артавазду выдать за Александра свою дочь, но после отказа последнего начал против него войну. После победы над Арменией он обручил сына с дочерью мидийского царя Артавазда Иотапой. По возвращении в Александрию Антоний провозгласил Александра царем Армении, Мидии и Парфии и вывел его к народу в мидийском национальном костюме. После поражения и гибели Антония в 30 году Александр был взят в плен Цезарем Октавианом, и в 29 году его провели во время триумфа Октавиана в Риме. Затем Александр воспитывался в доме Октавии, сестры Октавиана и жены Антония. Вероятно, он умер в детстве.

## Память
В честь Александра Гелиоса назван астероид Алексгелиос, спутник астероида (216) Клеопатра.